# Watertoren (Eibergen)
De watertoren in Eibergen is ontworpen door architect J.H.J. Kording en is gebouwd in 1935.
De watertoren heeft een hoogte van 46 meter en heeft twee waterreservoirs van 400 en 200 m³.
In 2002 werden op deze toren drie GSM-antennes vervangen door één antenne. Deze toren heeft de status van rijksmonument.